# Unione Sportiva Fiorenzuola 1922 2021-2022
Questa voce raccoglie le informazioni riguardanti l'US Fiorenzuola 1922 nelle competizioni ufficiali della stagione 2021-2022.

## Stagione
Nella stagione 2021-2022 il Fiorenzuola disputa il tredicesimo campionato della sua storia in Serie C, il primo dopo la promozione avvenuta nella stagione precedente.
I rossoneri vengono inseriti nel girone A, composto da squadre provenienti dall'intero Nord Italia, tra cui il Piacenza; all'inizio della stagione la squadra, reduce dalla vittoria nel campionato precedente, parte con l'obiettivo dichiarato di ottenere la salvezza e di consolidarsi nel contesto professionistico. Per raggiungere il traguardo viene confermata la guida tecnica di Luca Tabbiani; oltre all'allenatore, viene confermato nel ruolo ricoperto l'anno precedente anche il direttore sportivo Marco Bernardi.
La prima partita stagionale è il primo turno di Coppa Italia Serie C, giocato in trasferta contro l'Entella il 21 agosto e terminato sul punteggio di 1-0 in favore dei liguri. La prima gara di campionato viene giocata il 28 agosto successivo e vede il Fiorenzuola impegnato, sul campo della Feralpisalò, vincente per 2-1 in rimonta con reti di Mamona e Nelli. Il 4 settembre successivo c'è la prima partita casalinga, che vede i rossoneri pareggiare 2-2 contro il Renate.
I rossoneri terminano il girone di andata con 20 punti in classifica, in quindicesima posizione, ai margini della zona play-out. Nella prima parte del girone di ritorno la squadra ottiene una sola vittoria, contro la Pro Sesto, in nove giornate, finendo in zona play-out dopo la partita casalinga persa per 1-0 contro la Triestina, terza sconfitta di fila per i rossoneri. Dopo questa partita, tuttavia, si assiste ad un cambio di rotta del Fiorenzuola che tra la ventinovesima e la trentacinquesima giornata ottiene cinque vittorie, un pareggio ed una sconfitta, entrando in zona play-off dopo la vittoria nel recupero della trentaquattresima giornata contro la Juventus U23. Il 16 aprile, nonostante la sconfitta per 2-1 sul campo della Pro Vercelli, i valdardesi ottengono la salvezza matematica con una giornata di anticipo. Con la sconfitta casalinga per 0-2 contro la Giana Erminio si chiude la stagione del Fiorenzuola che termina il campionato al quattordicesimo posto con 43 punti, senza riuscire ad accedere ai play-off promozione.
A fine anno il giocatore più presente risulta essere Battaiola, con 36 presenze in campionato ed una in Coppa Italia Serie C, mentre il miglior realizzatore è Palmieri, con 5 reti.

## Divise e sponsor
Il fornitore tecnico per la stagione 2021-2022 è Erreà, mentre gli sponsor di maglia sono Siderpighi e T.A.L., posti sul fronte della maglia, e  Nuova Caser, posto sul retro della maglia.
| 1ª divisa | 2ª divisa | 3ª divisa |

## Organigramma societario
Dal sito internet ufficiale della società.
Area direttiva
- Presidente: Luigi Pinalli
- Vice presidenti: Giovanni Pighi e Daniele Baldrighi
- Consiglieri: Luca Baldrighi e Pier Fiorenzo Orsi

Area organizzativa
- Direttore sportivo: Marco Bernardi
- Segretario generale: Giuseppe Romeo
- Segretaria amministrativa: Alessandra Foletti
- Collaboratore societario: Roberto Pezza
- Responsabile comunicazione: Andrea Fanzini
- Segretario Academy: Marcello Pietropaolo
- Responsabile organizzativo Academy: Lino Boiardi
- Magazzinieri: Giacomo Grolli e Gianni Rossetti

Dal sito internet ufficiale della società.
Area tecnica
- Allenatore: Luca Tabbiani
- Vice allenatore: Michele Coppola
- Preparatore atletico: Paolo Bertoncini
- Collaboratore tecnico: Andrea Fanzini
- Preparatore dei portieri: Emilio Tonoli
- Team Manager: Luca Baldrighi

Area sanitaria
- Medico sociale: Massimiliano Manzotti
- Fisioterapista: Marco Maggi

## Rosa
| N. |                        | Ruolo | Calciatore          |
| -- | ---------------------- | ----- | ------------------- |
| 1  | Italia (bandiera)      | P     | Nicola Maini        |
| 2  | Italia (bandiera)      | D     | Fabricio Olivera    |
| 3  | Italia (bandiera)      | D     | Christian Dimarco   |
| 4  | Italia (bandiera)      | D     | Simone Potop        |
| 5  | Italia (bandiera)      | C     | Antonio Zaccariello |
| 5  | Italia (bandiera)      | C     | Matteo Ghisolfi     |
| 6  | Italia (bandiera)      | D     | Luca Ferri          |
| 7  | Italia (bandiera)      | A     | Claudio Maffei      |
| 7  | Italia (bandiera)      | C     | Gabriele Piccinini  |
| 8  | Italia (bandiera)      | C     | Riccardo Stronati   |
| 9  | Italia (bandiera)      | A     | Christian Tommasini |
| 9  | Italia (bandiera)      | A     | Marco Zunno         |
| 10 | Italia (bandiera)      | A     | Nicolò Bruschi      |
| 11 | Stati Uniti (bandiera) | C     | Salvatore Esposito  |
| 11 | Brasile (bandiera)     | A     | Francisco Sartore   |
| 12 | Italia (bandiera)      | P     | Nicholas Battaiola  |
| 13 | Italia (bandiera)      | C     | Ruben Colleoni      |
| 14 | Italia (bandiera)      | A     | Edoardo Oneto       |
| 16 | Italia (bandiera)      | D     | Brando Marmiroli    |

| N. |                   | Ruolo | Calciatore             |
| -- | ----------------- | ----- | ---------------------- |
| 18 | Italia (bandiera) | C     | Jacopo Nelli           |
| 19 | Italia (bandiera) | A     | Niccolò Molinaro       |
| 19 | Italia (bandiera) | C     | Matteo Gerace          |
| 20 | Italia (bandiera) | A     | Elia Giani             |
| 21 | Italia (bandiera) | C     | Mattia Fiorini         |
| 22 | Italia (bandiera) | P     | Piero Burigana         |
| 23 | Italia (bandiera) | C     | Michele Currarino      |
| 24 | Italia (bandiera) | D     | Carlo Parenti          |
| 26 | Italia (bandiera) | C     | Riccardo Palmieri      |
| 27 | Italia (bandiera) | D     | Tommaso Cavalli        |
| 29 | Italia (bandiera) | A     | Davide Arrondini       |
| 30 | Italia (bandiera) | A     | Blue Mamona            |
| 37 | Italia (bandiera) | D     | Ettore Guglieri        |
| 44 | Italia (bandiera) | A     | Ferdinando Mastroianni |
| 45 | Italia (bandiera) | D     | Federico Danovaro      |
| 66 | Italia (bandiera) | D     | Fabio Varoli           |
| 70 | Italia (bandiera) | D     | Andrea Gazzola         |
| 88 | Italia (bandiera) | D     | Matteo Fracassini      |
| 90 | Italia (bandiera) | C     | Alessandro Godano      |

## Calciomercato
Dei giocatori parte della rosa durante la stagione precedente vengono lasciati liberi il portiere Ghezzi, che rientrava dal prestito al Borgo San Donnino, il difensore Carrara, il centrocampista Colantonio e gli attaccanti Michelotto, Saia e Bruschi, con quest'ultimo che, dopo essersi accasato al Pisa, ritorna a vestire i colori rossoneri con la modalità del prestito. Fanno ritorno alle società di appartenenza a seguito della fine dei rispettivi prestiti il difensore Crotti e il centrocampista Perseu. Vengono invece ceduti in prestito il portiere Ghidetti al Borgo San Donnino, il difensore Facchini al Nibbiano & Valtidone e il centrocampista Baldini, anch'egli al Borgo San Donnino.
Durante la sessione estiva vengono acquistati i portieri Maini dal Modena e Burigana, in prestito dal Padova, i difensori Varoli e Danovaro, svincolatisi dal Carpi, con il primo che torna in rossonero dopo due stagioni e Dimarco, in prestito dall'Inter e i centrocampisti Fiorini, in prestito dalla Fiorentina, Palmieri, liberatosi dal Fanfulla Godano, liberatosi dal Audace Cerignola, Currarino, a titolo definitivo dal Monopoli e Nelli, in prestito dal Modena, e gli attaccanti Tommasini, Giani e Maffei dal Pisa, i primi due in prestito e il terzo a titolo definitivo, Mamona, in prestito dalla Cremonese, e Molinaro, in prestito dal Modena.
Prima dell'inizio della sessione invernale di calciomercato, il 28 dicembre, viene annunciata la risoluzione consensuale del contratto con il centrocampista Esposito. Durante la sessione vengono ceduti il difensore Olivera, che risolve il contratto, i centrocampisti Godano e Zaccariello, entrambi con la formula della rescissione contrattuale, e Molinaro, che torna al Modena per fine prestito, e gli attaccanti Tommasini, che torna al Pisa per fine prestito e Maffei, che passa in prestito alla Viterbese. Inoltre il difensore Romeo, rientrato dal prestito al Borgo San Donnino, viene ceduto al Salsomaggiore, sempre con la medesima formula. Dal Borgo San Donnino rientra anche il portiere Ghidetti, che viene poi ceduto alla Soresinese.
Nella sessione invernale vengono acquistati il difensore Fracassini, in prestito dalla Viterbese, i centrocampisti Piccinini, in prestito dal Pisa, Ghisolfi dalla Cremonese e Gerace dall'Alessandria e gli attaccanti Mastroianni dal Lecco, Sartore dalla Turris e Zunno, in prestito dalla Cremonese.

### Sessione estiva(dal 01/07 al 31/08)
| Acquisti | Acquisti            | Acquisti          | Acquisti      |
| R.       | Nome                | da                | Modalità      |
| -------- | ------------------- | ----------------- | ------------- |
| P        | Piero Burigana      | Padova            | prestito      |
| P        | Andrea Ghezzi       | Borgo San Donnino | fine prestito |
| P        | Nicola Maini        | Modena            | definitivo    |
| D        | Federico Danovaro   |                   | svincolato    |
| D        | Christian Dimarco   | Inter             | prestito      |
| D        | Fabio Varoli        |                   | svincolato    |
| C        | Michele Currarino   | Monopoli          | definitivo    |
| C        | Mattia Fiorini      | Fiorentina        | prestito      |
| C        | Alessandro Godano   |                   | svincolato    |
| C        | Jacopo Nelli        | Modena            | prestito      |
| C        | Riccardo Palmieri   |                   | svincolato    |
| A        | Nicolò Bruschi      | Pisa              | prestito      |
| A        | Elia Giani          | Pisa              | prestito      |
| A        | Claudio Maffei      | Pisa              | definitivo    |
| A        | Blue Mamona         | Cremonese         | prestito      |
| A        | Niccolò Molinaro    | Modena            | prestito      |
| A        | Christian Tommasini | Pisa              | prestito      |

| Cessioni | Cessioni          | Cessioni             | Cessioni      |
| R.       | Nome              | a                    | Modalità      |
| -------- | ----------------- | -------------------- | ------------- |
| P        | Andrea Ghezzi     |                      | svincolato    |
| P        | Alessio Ghidetti  | Borgo San Donnino    | prestito      |
| D        | Nicolò Carrara    |                      | svincolato    |
| D        | Pietro Crotti     | Sassuolo             | fine prestito |
| D        | Filippo Facchini  | Nibbiano & Valtidone | prestito      |
| C        | Tommaso Baldini   | Borgo San Donnino    | prestito      |
| C        | Fausto Perseu     | Chievo               | fine prestito |
| C        | Luca Colantonio   |                      | svincolato    |
| A        | Nicolò Bruschi    |                      | svincolato    |
| A        | Andrea Michelotto |                      | svincolato    |
| A        | Francesco Saia    |                      | svincolato    |

### Sessione invernale(dal 03/01 al 31/01)
| Acquisti | Acquisti               | Acquisti          | Acquisti      |
| R.       | Nome                   | da                | Modalità      |
| -------- | ---------------------- | ----------------- | ------------- |
| P        | Alessio Ghidetti       | Borgo San Donnino | fine prestito |
| D        | Matteo Fracassini      | Viterbese         | prestito      |
| D        | Filippo Romeo          | Borgo San Donnino | fine prestito |
| C        | Matteo Gerace          | Alessandria       | definitivo    |
| C        | Marco Ghisolfi         | Cremonese         | definitivo    |
| C        | Gabriele Piccinini     | Pisa              | prestito      |
| A        | Ferdinando Mastroianni | Lecco             | definitivo    |
| A        | Francisco Sartore      | Turris            | definitivo    |
| A        | Marco Zunno            | Cremonese         | prestito      |

| Cessioni | Cessioni            | Cessioni      | Cessioni      |
| R.       | Nome                | a             | Modalità      |
| -------- | ------------------- | ------------- | ------------- |
| P        | Alessio Ghidetti    | Soresinese    | definitivo    |
| D        | Fabricio Olivera    |               | svincolato    |
| D        | Filippo Romeo       | Salsomaggiore | prestito      |
| C        | Alessandro Godano   |               | svincolato    |
| C        | Niccolò Molinaro    | Modena        | fine prestito |
| C        | Riccardo Palmieri   | Entella       | definitivo    |
| C        | Antonio Zaccariello |               | svincolato    |
| A        | Claudio Maffei      | Viterbese     | prestito      |
| A        | Christian Tommasini | Pisa          | fine prestito |

### Operazioni esterne alle sessioni
| Acquisti | Acquisti | Acquisti | Acquisti |
| R.       | Nome     | da       | Modalità |
| -------- | -------- | -------- | -------- |

| Cessioni | Cessioni           | Cessioni | Cessioni   |
| R.       | Nome               | a        | Modalità   |
| -------- | ------------------ | -------- | ---------- |
| C        | Salvatore Esposito |          | svincolato |

## Risultati

### Serie C

#### Girone di andata
| Arbitro: | Longo (Cuneo) |

|                     |           |                      |
| Miracoli 52’ (rig.) | Marcatori | 55’ Mamona 83’ Nelli |

| Arbitro: | Di Francesco (Ostia Lido) |

|                                 |           |                                   |
| Bruschi 8’ (rig.), 90+3’ (rig.) | Marcatori | 34’ Possenti 69’ (rig.) Galuppini |

| Arbitro: | Andreano (Prato) |

|  |           |                  |
|  | Marcatori | 62’, 73’ Manconi |

| Sesto San Giovanni 18 settembre 2021, ore 17.30 CEST 4ª giornata | Pro Sesto       | 0 – 0 referto | Fiorenzuola | Stadio Ernesto Breda (190 spett.)\| Arbitro: \| Canci (Carrara) \| |
| Arbitro:                                                         | Canci (Carrara) |               |             |                                                                    |

| Arbitro: | Collu (Cagliari) |

|                         |           |                                               |
| Palmieri 15’ Mamona 68’ | Marcatori | 15’ (rig.) Jimenez 90+1’ Cernigoi 90+4’ Cocco |

| Arbitro: | Pascarella (Nocera Inferiore) |

|                          |           |           |
| Ceravolo 55’, 80’ (rig.) | Marcatori | 37’ Ferri |

| Arbitro: | Rinaldi (Bassano del Grappa) |

|                                  |           |            |
| Bruschi 45’ Tommasini 82’ (rig.) | Marcatori | 24’ Enrici |

| Arbitro: | Crezzini (Siena) |

|             |           |  |
| Simonti 63’ | Marcatori |  |

| Arbitro: | Taricone (Perugia) |

|             |           |  |
| De Luca 83’ | Marcatori |  |

| Arbitro: | Gigliotti (Cosenza) |

|                             |           |             |
| Oneto 37’, 84’ Godano 90+2’ | Marcatori | 28’ Zennaro |

| Arbitro: | Mastrodomenico (Matera) |

|                                  |           |             |
| Pittarello 24’ (rig.) Marchi 38’ | Marcatori | 90+4’ Oneto |

| Fiorenzuola d'Arda 31 ottobre 2021, ore 17.30 CET 12ª giornata | Fiorenzuola       | 0 – 0 referto | Mantova | Stadio comunale di Fiorenzuola d'Arda (413 spett.)\| Arbitro: \| Baratta (Rossano) \| |
| Arbitro:                                                       | Baratta (Rossano) |               |         |                                                                                       |

| Arbitro: | Iacobellis (Pisa) |

|  |           |                |
|  | Marcatori | 90+3’ Palmieri |

| Arbitro: | Di Cicco (Lanciano) |

|               |           |                     |
| Currarino 38’ | Marcatori | 83’ (rig.) Dubickas |

| Arbitro: | Villa (Rimini) |

|              |           |               |
| Aké 49’, 75’ | Marcatori | 78’ Arrondini |

| Arbitro: | Djurdjevic (Trieste) |

|              |           |  |
| Palmieri 19’ | Marcatori |  |

| Arbitro: | Bordin (Bassano del Grappa) |

|                                                   |           |                     |
| Odogwu 16’ Davi 21’ Voltan 34’ Olivera 47’ (aut.) | Marcatori | 69’ (rig.) Palmieri |

| Arbitro: | Turrini (Firenze) |

|  |           |                        |
|  | Marcatori | 10’ Bunino 14’ Rolando |

| Arbitro: | Zanotti (Rimini) |

|               |           |           |
| Palazzolo 65’ | Marcatori | 38’ Nelli |

#### Girone di ritorno
| Arbitro: | Costanza (Agrigento) |

|  |           |                              |
|  | Marcatori | 21’ Hergheligiu 49’ Spagnoli |

| Meda 1º febbraio 2022, ore 18.00 CET 21ª giornata | Renate                       | 0 – 0 referto | Fiorenzuola | Stadio Città di Meda (160 spett.)\| Arbitro: \| Rinaldi (Bassano del Grappa) \| |
| Arbitro:                                          | Rinaldi (Bassano del Grappa) |               |             |                                                                                 |

| Zanica 23 febbraio 2022, ore 18.00 CET 22ª giornata | AlbinoLeffe       | 0 – 0 referto | Fiorenzuola | AlbinoLeffe Stadium (226 spett.)\| Arbitro: \| Sfira (Pordenone) \| |
| Arbitro:                                            | Sfira (Pordenone) |               |             |                                                                     |

| Arbitro: | Iacobellis (Pisa) |

|                                              |           |                |
| Mastroianni 25’ Palmieri 72’ Arrondini 90+2’ | Marcatori | 41’ Cerretelli |

| Seregno 29 gennaio 2022, ore 14.30 CET 24ª giornata | Seregno             | 0 – 0 referto | Fiorenzuola | Stadio Ferruccio (270 spett.)\| Arbitro: \| Di Marco (Ciampino) \| |
| Arbitro:                                            | Di Marco (Ciampino) |               |             |                                                                    |

| Fiorenzuola d'Arda 5 febbraio 2022, ore 14.30 CET 25ª giornata | Fiorenzuola             | 0 – 0 referto | Padova | Stadio comunale di Fiorenzuola d'Arda (530 spett.)\| Arbitro: \| Del Rio (Reggio Emilia) \| |
| Arbitro:                                                       | Del Rio (Reggio Emilia) |               |        |                                                                                             |

| Arbitro: | Mastrodomenico (Matera) |

|                            |           |              |
| Ganz 21’ Buso 41’ Lora 89’ | Marcatori | 10’ Stronati |

| Arbitro: | Zucchetti (Foligno) |

|            |           |                          |
| Mamona 10’ | Marcatori | 18’ Bocalon 52’ Pasquato |

| Arbitro: | Grasso (Ariano Irpino) |

|  |           |            |
|  | Marcatori | 13’ Capela |

| Arbitro: | Bonacina (Bergamo) |

|  |           |             |
|  | Marcatori | 78’ Sartore |

| Arbitro: | Pezzopane (L'Aquila) |

|           |           |  |
| Ferri 54’ | Marcatori |  |

| Arbitro: | Ricci (Firenze) |

|                  |           |             |
| Monachello 90+1’ | Marcatori | 52’ Sartore |

| Arbitro: | Gigliotti (Cosenza) |

|  |           |                             |
|  | Marcatori | 2’, 39’ Parker 68’ Stanzani |

| Arbitro: | Arace (Lugo di Romagna) |

|  |           |           |
|  | Marcatori | 25’ Giani |

| Arbitro: | Galipò (Firenze) |

|              |           |  |
| Stronati 62’ | Marcatori |  |

| Arbitro: | Di Francesco (Ostia Lido) |

|              |           |                                        |
| Giacobbe 67’ | Marcatori | 29’ Stronati 48’ Ferri 75’ Mastroianni |

| Arbitro: | Bitonti (Bologna) |

|  |           |                                                      |
|  | Marcatori | 6’ De Marchi 42’ (rig.) Voltan 72’ Rover 85’ Beccaro |

| Arbitro: | Andreano (Prato) |

|                         |           |           |
| Cristini 58’ Vitale 81’ | Marcatori | 43’ Giani |

| Arbitro: | Feliciani (Teramo) |

|  |           |                            |
|  | Marcatori | 5’ Acella 70’ (rig.) Corti |

### Coppa Italia Serie C
| Arbitro: | Gauzolino (Torino) |

|                     |           |  |
| Paolucci 78’ (rig.) | Marcatori |  |

## Statistiche

### Statistiche di squadra
| Competizione         | Punti | In casa | In casa | In casa | In casa | In casa | In casa | In trasferta | In trasferta | In trasferta | In trasferta | In trasferta | In trasferta | Totale | Totale | Totale | Totale | Totale | Totale | D.R. |
| Competizione         | Punti | G       | V       | N       | P       | Gf      | Gs      | G            | V            | N            | P            | Gf           | Gs           | G      | V      | N      | P      | Gf     | Gs     | D.R. |
| -------------------- | ----- | ------- | ------- | ------- | ------- | ------- | ------- | ------------ | ------------ | ------------ | ------------ | ------------ | ------------ | ------ | ------ | ------ | ------ | ------ | ------ | ---- |
| Serie C              | 43    | 19      | 6       | 4       | 9       | 17      | 27      | 19           | 5            | 6            | 8            | 16           | 21           | 38     | 11     | 10     | 17     | 33     | 48     | -15  |
| Coppa Italia Serie C |       | 0       | 0       | 0       | 0       | 0       | 0       | 1            | 0            | 0            | 1            | 0            | 1            | 1      | 0      | 0      | 1      | 0      | 1      | -1   |
| Totale               |       | 19      | 6       | 4       | 9       | 17      | 27      | 20           | 5            | 6            | 9            | 16           | 22           | 39     | 11     | 10     | 18     | 33     | 49     | -16  |

### Andamento in campionato
| Giornata  | 1 | 2 | 3  | 4 | 5  | 6  | 7  | 8  | 9  | 10 | 11 | 12 | 13 | 14 | 15 | 16 | 17 | 18 | 19 | 20 | 21 | 22 | 23 | 24 | 25 | 26 | 27 | 28 | 29 | 30 | 31 | 32 | 33 | 34 | 35 | 36 | 37 | 38 |
| --------- | - | - | -- | - | -- | -- | -- | -- | -- | -- | -- | -- | -- | -- | -- | -- | -- | -- | -- | -- | -- | -- | -- | -- | -- | -- | -- | -- | -- | -- | -- | -- | -- | -- | -- | -- | -- | -- |
| Luogo     | T | C | C  | T | C  | T  | C  | T  | T  | C  | T  | C  | T  | C  | T  | C  | T  | C  | T  | C  | T  | T  | C  | T  | C  | T  | C  | C  | T  | C  | T  | C  | T  | C  | T  | C  | T  | C  |
| Risultato | V | N | P  | N | P  | P  | V  | P  | P  | V  | P  | N  | V  | N  | P  | V  | P  | P  | N  | P  | N  | N  | V  | N  | N  | P  | P  | P  | V  | V  | N  | P  | V  | V  | V  | P  | P  | P  |
| Posizione | 3 | 5 | 10 | 9 | 12 | 15 | 13 | 15 | 16 | 12 | 14 | 14 | 12 | 11 | 14 | 13 | 14 | 15 | 15 | 17 | 14 | 17 | 14 | 15 | 14 | 15 | 16 | 18 | 14 | 12 | 13 | 14 | 14 | 13 | 10 | 10 | 12 | 14 |

Legenda:

Luogo: C = Casa; T = Trasferta. Risultato: V = Vittoria; N = Pareggio; P = Sconfitta.

### Statistiche dei giocatori
Sono in corsivo i calciatori che hanno lasciato la società a stagione in corso.
| Giocatore      | Serie C  | Serie C | Serie C     | Serie C    | Coppa Italia Serie C | Coppa Italia Serie C | Coppa Italia Serie C | Coppa Italia Serie C | Totale   | Totale | Totale      | Totale     |
| Giocatore      | Presenze | Reti    | Ammonizioni | Espulsioni | Presenze             | Reti                 | Ammonizioni          | Espulsioni           | Presenze | Reti   | Ammonizioni | Espulsioni |
| -------------- | -------- | ------- | ----------- | ---------- | -------------------- | -------------------- | -------------------- | -------------------- | -------- | ------ | ----------- | ---------- |
| D. Arrondini   | 22       | 2       | 0           | 0          | 1                    | 0                    | 0                    | 0                    | 23       | 2      | 0           | 0          |
| N. Battaiola   | 36       | -44     | 2           | 0          | 1                    | -1                   | 0                    | 0                    | 37       | -45    | 2           | 0          |
| N. Bruschi     | 31       | 3       | 2           | 0          | 1                    | 0                    | 0                    | 0                    | 32       | 3      | 2           | 0          |
| P. Burigana    | 2        | -4      | 0           | 0          | 0                    | 0                    | 0                    | 0                    | 2        | -4     | 0           | 0          |
| T. Cavalli     | 29       | 0       | 4           | 0          | 1                    | 0                    | 0                    | 0                    | 30       | 0      | 4           | 0          |
| R. Colleoni    | 0        | 0       | 0           | 0          | 0                    | 0                    | 0                    | 0                    | 0        | 0      | 0           | 0          |
| M. Currarino   | 23       | 1       | 3           | 0          | 0                    | 0                    | 0                    | 0                    | 23       | 1      | 3           | 0          |
| F. Danovaro    | 18       | 0       | 2           | 0          | 1                    | 0                    | 0                    | 0                    | 19       | 0      | 2           | 0          |
| C. Dimarco     | 24       | 0       | 3           | 0          | 1                    | 0                    | 0                    | 0                    | 25       | 0      | 3           | 0          |
| S. Esposito    | 8        | 0       | 1           | 0          | 1                    | 0                    | 1                    | 0                    | 9        | 0      | 2           | 0          |
| L. Ferri       | 35       | 3       | 8           | 0          | 1                    | 0                    | 0                    | 0                    | 36       | 3      | 8           | 0          |
| M. Fiorini     | 19       | 0       | 5           | 1          | 1                    | 0                    | 0                    | 0                    | 20       | 0      | 5           | 1          |
| M. Fracassini  | 5        | 0       | 1           | 0          | 0                    | 0                    | 0                    | 0                    | 5        | 0      | 1           | 0          |
| A. Gazzola     | 0        | 0       | 0           | 0          | 0                    | 0                    | 0                    | 0                    | 0        | 0      | 0           | 0          |
| M. Gerace      | 1        | 0       | 0           | 0          | 0                    | 0                    | 0                    | 0                    | 1        | 0      | 0           | 0          |
| M. Ghisolfi    | 1        | 0       | 0           | 0          | 0                    | 0                    | 0                    | 0                    | 1        | 0      | 0           | 0          |
| E. Giani       | 18       | 2       | 2           | 0          | 0                    | 0                    | 0                    | 0                    | 18       | 2      | 2           | 0          |
| A. Godano      | 8        | 1       | 0           | 0          | 0                    | 0                    | 0                    | 0                    | 8        | 1      | 0           | 0          |
| E. Guglieri    | 24       | 0       | 5           | 0          | 0                    | 0                    | 0                    | 0                    | 24       | 0      | 5           | 0          |
| C. Maffei      | 8        | 0       | 1           | 0          | 1                    | 0                    | 0                    | 0                    | 9        | 0      | 1           | 0          |
| N. Maini       | 0        | 0       | 0           | 0          | 0                    | 0                    | 0                    | 0                    | 0        | 0      | 0           | 0          |
| B. Mamona      | 31       | 3       | 0           | 0          | 1                    | 0                    | 0                    | 0                    | 32       | 3      | 0           | 0          |
| B. Marmiroli   | 0        | 0       | 0           | 0          | 0                    | 0                    | 0                    | 0                    | 0        | 0      | 0           | 0          |
| F. Mastroianni | 18       | 2       | 1           | 0          | 0                    | 0                    | 0                    | 0                    | 18       | 2      | 1           | 0          |
| N. Molinaro    | 0        | 0       | 0           | 0          | 0                    | 0                    | 0                    | 0                    | 0        | 0      | 0           | 0          |
| J. Nelli       | 31       | 2       | 6           | 0          | 0                    | 0                    | 0                    | 0                    | 31       | 2      | 6           | 0          |
| F. Olivera     | 14       | 0       | 4           | 0          | 0                    | 0                    | 0                    | 0                    | 14       | 0      | 4           | 0          |
| E. Oneto       | 32       | 3       | 6           | 0          | 0                    | 0                    | 0                    | 0                    | 32       | 3      | 6           | 0          |
| R. Palmieri    | 20       | 5       | 7           | 1          | 1                    | 0                    | 0                    | 0                    | 21       | 5      | 7           | 1          |
| C. Parenti     | 0        | 0       | 0           | 0          | 0                    | 0                    | 0                    | 0                    | 0        | 0      | 0           | 0          |
| G. Piccinini   | 16       | 0       | 2           | 0          | 0                    | 0                    | 0                    | 0                    | 16       | 0      | 2           | 0          |
| S. Potop       | 25       | 0       | 4           | 0          | 1                    | 0                    | 0                    | 0                    | 26       | 0      | 4           | 0          |
| F. Sartore     | 13       | 2       | 0           | 0          | 0                    | 0                    | 0                    | 0                    | 13       | 2      | 0           | 0          |
| R. Stronati    | 23       | 3       | 4           | 0          | 0                    | 0                    | 0                    | 0                    | 23       | 3      | 4           | 0          |
| C. Tommasini   | 11       | 1       | 0           | 0          | 1                    | 0                    | 0                    | 0                    | 12       | 1      | 0           | 0          |
| F. Varoli      | 13       | 0       | 5           | 0          | 0                    | 0                    | 0                    | 0                    | 13       | 0      | 5           | 0          |
| A. Zaccariello | 14       | 0       | 4           | 0          | 0                    | 0                    | 0                    | 0                    | 14       | 0      | 4           | 0          |
| M. Zunno       | 13       | 0       | 1           | 0          | 0                    | 0                    | 0                    | 0                    | 13       | 0      | 1           | 0          |

## Giovanili

### Organigramma
- Responsabile organizzativo e gestionale: Mariano Guarnieri[58]
- Responsabile settore giovanile: Settimio Lucci[58]
- Segretario settore giovanile: Marcello Pietropaolo[58]
- Responsabile segreteria: Elio Bravi[58]
- Responsabile gestione impianti Academy: Silvano Marcotti[58]
- Dirigente collaboratore: Stefano Marmiroli[58]
- Responsabile medico: Bruno Sartori[58]

Primavera
- Allenatore: Francesco Turrini[58]
- Preparatore atletico: Enrico Bisagni[58]
- Preparatore dei portieri: Francesco Cavi[58]
- Team manager: Camillo Delnevo[58]
- Dirigenti: Bergamaschi - Colla - Bernardi[58]

Under 17
- Allenatore: Giovanni Dall'Igna[58] (fino al 15 marzo 2022), dal 15 marzo 2022 Luigi Erbaggio[59]
- Preparatore atletico: Fabio Frazzi[58]
- Preparatore dei portieri: Nicola Cassinelli[58]
- Team manager: Francesco Leonardi[58]
- Dirigente: Corti[58]

Under 15
- Allenatore: Niccolò Araldi[58]
- Preparatore atletico: Fabio Frazzi[58]
- Preparatori dei portieri: Francesco Cavi e Nicola Cassinelli[58]
- Team manager: Roberto Franzini[58]
- Dirigente: Nuzzo[58]

Under 14
- Allenatore: Mauro Rancati[58]
- Preparatore atletico: Fabio Frazzi[58]
- Preparatori dei portieri: Francesco Cavi e Nicola Cassinelli[58]
- Team Manager: Alessandro Morsia[58]

Attività di base
- Responsabile attività di base: Stefano Rapaccioli[58]
- Preparatore coordinativo attività di base: Luca Candido[58]
- Preparatore portieri attività di base: Marco Sartori[58]
- Istruttori attività di base: Carlo Nepi, Simone Tartaro, Michele Feccia, Roberto Pasetti, Luigi Cribari, Luca Di Nola, Fatabo Bara e Matteo Cerri[58]
- Istruttori scuola calcio: Stefano Rapaccioli, Umberto Bergamaschi e Davide Deolmi[58]

### Piazzamenti
- Primavera 4:
  - Campionato: Finale play-off[60]
- Under-17:
  - Campionato: 10º posto (Girone A)
- Under-15:
  - Campionato: 8º posto (Girone A)